# Fabricio Pedrozo
Fabricio Gabriel Pedrozo (Eldorado, 6 novembre 1992) è un calciatore argentino, centrocampista del Levadeiakos.

## Caratteristiche tecniche
È un'ala sinistra.

## Carriera
Cresciuto nel settore giovanile del San Lorenzo, ha esordito in prima squadra il 24 aprile 2011 disputando l'incontro di Primera División perso 1-0 contro il Tigre. Dopo alcuni anni in cui ha giocato per diverse squadre di Primera B Nacional, passa in prestito ai boliviani del The Strongest, con cui vince il Torneo Apertura 2016-2017. Nel 2022 sbarca in Europa firmando un contratto con il club greco del Larissa.

## Palmarès

### Competizioni nazionali
- Liga del Fútbol Profesional Boliviano:   1

The Strongest: Apertura 2016